# Martin Vráblík
Martin Vráblík (* 4. července 1982 Vsetín, Československo) je bývalý český reprezentant v alpském lyžování. Zúčastnil se Zimních olympijských her 2006, 2010 a 2014. Svoji sportovní kariéru ukončil po sezóně 2014/2015, na jaře 2016 však absolvoval ještě jeden závod na českém šampionátu.

## Kariéra

### Zimní olympijské hry
- 2006 Turín: 12. místo v kombinaci, 21. místo ve slalomu, 38. místo v superobřím slalomu, obří slalom nedokončil
- 2010 Vancouver: 31. místo v superkombinaci, slalom a obří slalom nedokončil, diskvalifikován v superobřím slalomu
- 2014 Soči: 16. místo v superkombinaci, 31. místo v obřím slalomu, 33. místo v superobřím slalomu, 35. místo ve sjezdu, slalom nedokončil

### Mistrovství světa
- 2003: 40. místo sjezd
- 2005: 26. místo slalom